# Casa Vella

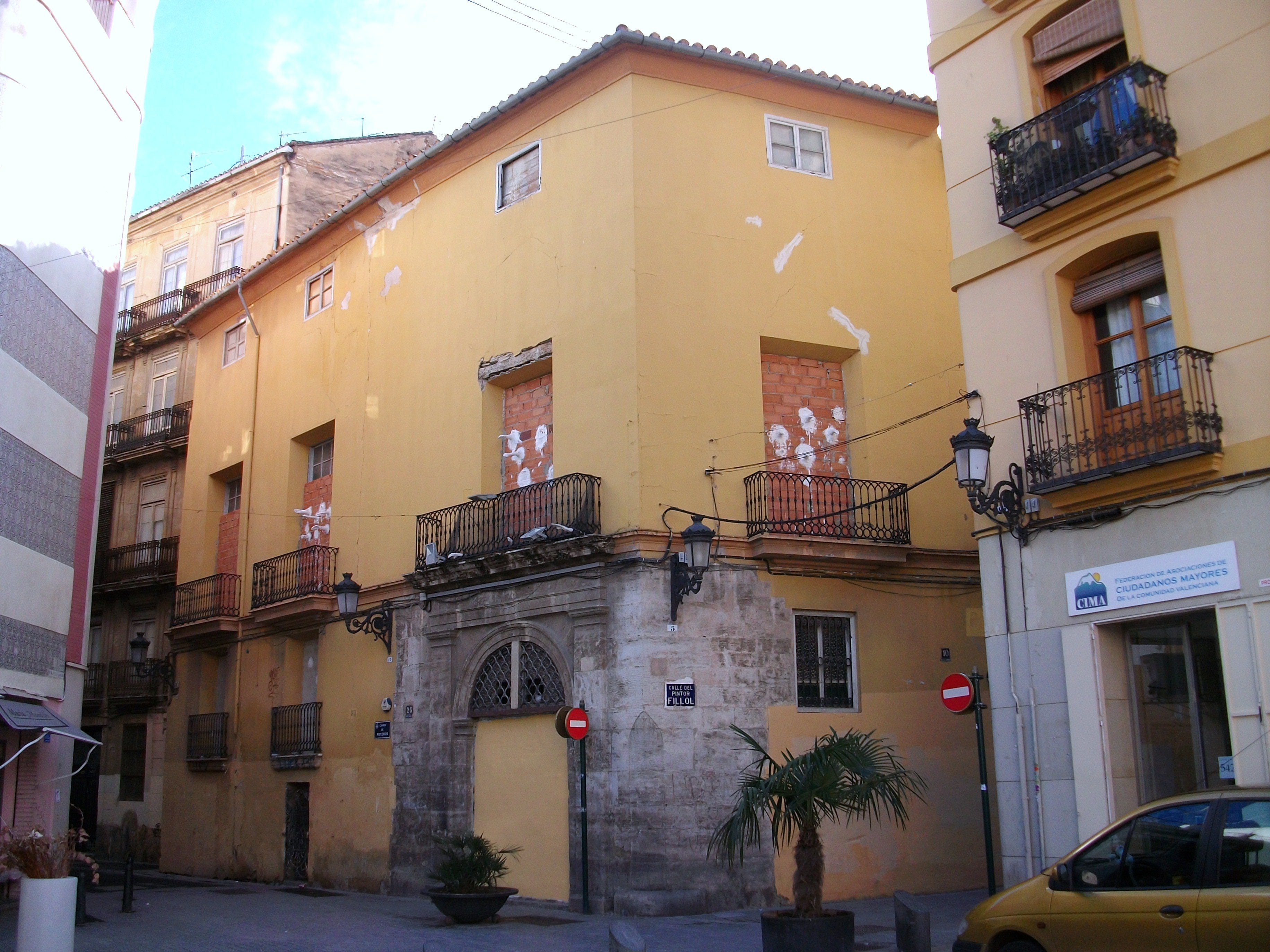
Vista del edificio.

Casa Vella (del valenciano para «casa vieja») es un edificio de estilo señorial ubicado en el barrio El Carmen de la ciudad española de Valencia, en la intersección de las calles Roteros y Pintor Fillol. El edificio es utilizado en la actualidad como un hotel.

## Historia
El edificio tiene su origen en el siglo XVIII por lo que con el paso de los años ha ido deteriorándose su infraestructura. Sin embargo contiene detalles que han perdurado hasta hace muy poco tiempo por lo que por ello y por su ubicación en el barrio del Carmen, Casa Vella se ha convertido en un referente arquitectónico de la época.
Fue construido a base de muros de carga y vigas de madera y dispone de una planta baja, entresuelo y dos pisos altos. Sus fachadas cuentan con una cornisa moldurada y unas ventanas alineadas sobre ejes verticales que se sitúan junto a balcones y antepechos. 
Después de una restauración se han dejado fragmentos pétreos del edificio original en el exterior y se le ha dado el color original que tenía el edificio. Actualmente, la planta baja queda separada del resto mediante imposta moldurada, destaca su acceso, puerta de piedra con columnas dóricas que se integra en un fondo de sillares en su esquina.
En 1889 el arquitecto Joaquín María Belda diseñó el mirador que se sitúa en el patio interior. Recientemente ha sido convertido en sede de un hotel de 72 habitaciones.